# Victoria Wright
Victoria Wright (* 1. Mai 1974 in Pasardschik, Bulgarien, geborene Victoria Hristova) ist eine französische Badmintonspielerin bulgarischer Herkunft.

## Karriere
Victoria Wright nahm 1992 für Bulgarien und 2004 für Frankreich an Olympia teil. Bei beiden Teilnahmen unterlag sie dabei in Runde eins und wurde somit 1992 33. im Dameneinzel und 2004 17. im Mixed. Des Weiteren gewann sie mehrere nationale Titel in Bulgarien und in Frankreich. International war sie unter anderem in Rumänien, den Niederlanden und Kroatien erfolgreich.

## Sportliche Erfolge
| Saison    | Veranstaltung                                 | Disziplin   | Platz | Name                                    |
| --------- | --------------------------------------------- | ----------- | ----- | --------------------------------------- |
| 1991      | Bulgarien: Einzelmeisterschaften              | Dameneinzel | 1     | Victoria Hristova                       |
| 1992      | Olympia                                       | Dameneinzel | 33    | Victoria Hristova                       |
| 1992      | Bulgarian International                       | Dameneinzel | 1     | Victoria Hristova                       |
| 1992      | Bulgarien: Einzelmeisterschaften der Junioren | Dameneinzel | 1     | Victoria Hristova                       |
| 1993      | Bulgarien: Einzelmeisterschaften              | Damendoppel | 1     | Victoria Hristova / Neli Nedyalkova     |
| 1994      | Bulgarien: Einzelmeisterschaften              | Dameneinzel | 1     | Victoria Hristova                       |
| 1995      | Romanian International                        | Dameneinzel | 1     | Victoria Hristova                       |
| 1995      | Romanian International                        | Damendoppel | 1     | Victoria Hristova / Raina Tzvetkova     |
| 1995      | Bulgarien: Einzelmeisterschaften              | Damendoppel | 1     | Raina Tzvetkova / Victoria Hristova     |
| 1996      | Bulgarien: Einzelmeisterschaften              | Damendoppel | 1     | Victoria Hristova / Neli Nedyalkova     |
| 1996      | Bulgarien: Einzelmeisterschaften              | Dameneinzel | 1     | Victoria Hristova                       |
| 1997      | Bulgarien: Einzelmeisterschaften              | Damendoppel | 1     | Victoria Hristova / Dobrinka Smilianova |
| 1998      | Bulgarien: Einzelmeisterschaften              | Damendoppel | 1     | Victoria Hristova / Raina Tzvetkova     |
| 2001/2002 | Französische Meisterschaft                    | Mixed       | 1     | Svetoslav Stoyanov / Victoria Hristova  |
| 2002/2003 | Französische Hochschulmeisterschaft           | Mixed       | 1     | Svetoslav Stoyanov / Victoria Hristova  |
| 2002/2003 | Französische Meisterschaft                    | Damendoppel | 1     | Tatiana Vattier / Victoria Hristova     |
| 2002/2003 | Französische Meisterschaft                    | Mixed       | 1     | Svetoslav Stoyanov / Victoria Hristova  |
| 2002/2003 | Französische Hochschulmeisterschaft           | Damendoppel | 1     | Tatiana Vattier / Victoria Hristova     |
| 2003/2004 | Frankreich: Einzelmeisterschaften             | Damendoppel | 1     | Tatiana Vattier / Victoria Hristova     |
| 2003/2004 | Frankreich: Einzelmeisterschaften             | Mixed       | 1     | Svetoslav Stoyanov / Viktoria Hristova  |
| 2004      | Dutch International                           | Mixed       | 1     | Svetoslav Stoyanov / Victoria Wright    |
| 2004      | Croatian International                        | Mixed       | 1     | Svetoslav Stoyanov / Victoria Wright    |
| 2004      | Olympia                                       | Mixed       | 17    | Svetoslav Stoyanov / Victoria Wright    |